# Băng tần W
Băng tần W là dải tần số vô tuyến từ 75 GHz tới 110 GHz trong phổ điện từ. Băng W nằm trên băng tần V của IEEE (50–75 GHz), chồng lấn với băng tần M của NATO (60–100 GHz). Băng W được dùng cho vệ tinh thông tin, nghiên cứu radar sóng mm, đài radar bắt bám mục tiêu quân sự, và một số ứng dụng dân sự khác.
Một số máy ảnh sóng mm thụ động dùng để phát hiện vũ khí được cất giấu hoạt động ở tần số 94 GHz. Tần số khoảng 77 GHz được dùng cho radar điều khiển hành trình tự động. Tần số 94 GHz trong cửa sổ vô tuyến khí quyển được dùng cho radar ảnh sóng mm trong thiên văn học, quân sự và an ninh.
Hiện nay trên thế giới có một số loại vũ khí không sát thương dùng sóng mm để đốt nóng một lớp mỏng trên da người, khiến người bị chiếu tia không thể chịu được nhiệt độ nóng phải di chuyển tới nơi khác. Một chùm sóng ở tần số 95 GHz khi chiếu vào da người chỉ 2 giây đã có thể làm nóng da với nhiệt độ lên tới 130 °F (54 °C) và xuyên sâu vào lớp da 0,4 mm (1/64 inch). Không quân và thủy quân lục chiến Hoa Kỳ hiện đang sử dụng hệ thống khống chế hành động sử dụng nguyên lý trên.
Về mặt dung lượng thông tin, băng W có thông lượng tốc độ dữ liệu cao khi sử dụng ở độ cao lớn và trong không gian (71 – 76 GHz / 81 – 86 GHz của băng W được Liên minh Viễn thông Quốc tế ấn định cho dịch vụ vệ tinh).

## Các băng tần sóng cực ngắn khác
Phổ sóng cực ngắn thường được định nghĩa là phổ điện từ trong dải tần số 1.0 GHz đến 30 GHz, nhưng một số định nghĩa cũ hơn tính cả các tần số thấp hơn. Hầu hết các ứng dụng phổ biến trong dải tần 1,0 đến 30 GHz. Các băng tần số sóng cực ngắn, được định nghĩa bởi Hiệp hội Vô tuyến Anh (RSGB), được thể hiện trong bảng dưới đây. Chú ý là các tần số trên 30 GHz thường được gọi là "sóng mm". Tần số 30 GHz tương ứng với bước sóng 10 mm, hay 1 cm.
| Băng tần L  | 1 tới 2 GHz     |
| Băng tần S  | 2 tới 4 GHz     |
| Băng tần C  | 4 tới 8 GHz     |
| Băng tần X  | 8 tới 12 GHz    |
| Băng tần Ku | 12 tới 18 GHz   |
| Băng tần K  | 18 tới 26,5 GHz |
| Băng tần Ka | 26,5 tới 40 GHz |
| Băng tần Q  | 30 tới 50 GHz   |
| Băng tần U  | 40 tới 60 GHz   |
| Băng tần V  | 50 tới 75 GHz   |
| Băng tần E  | 60 tới 90 GHz   |
| Băng tần W  | 75 tới 110 GHz  |
| Băng tần F  | 90 tới 140 GHz  |
| Băng tần D  | 110 tới 170 GHz |

Chú thích: "Băng tần P " đôi khi được dùng không chính xác cho băng tần Ku. "P" có nghĩa là "previous" (trước) là băng tần radar dùng ở Anh có dải tần 250 đến 500 MHz, hiện nay băng tần hoàn toàn lỗi thời theo tiêu chuẩn 521 của IEEE, xem  và  Lưu trữ ngày 14 tháng 7 năm 2014 tại Wayback Machine. Đối với các định nghĩa khác, xem Letter Designations of Microwave Bands